# Наступление в Алеппо (сентябрь — октябрь 2016)
Наступление в Алеппо (сентябрь — октябрь 2016) — военная операция, предпринятая в конце сентября 2016 года в Алеппо сирийскими правительственными войсками при активной поддержке ВКС Российской Федерации, принимающих участие в антитеррористической борьбе в Сирии по приглашению президента страны Башара Асада. Ключевая цель операции — освободить от мятежных сил те пригороды и кварталы Алеппо, которые до сентября 2016 года находились под контролем террористических формирований и групп вооружённой оппозиции, противостоящей законному правительству. Силы мятежников, контролировавших восточные пригороды Алеппо к моменту начала операции, преимущественно относились к боевикам объединения сирийских повстанческих группировок Фатх-Халеб. Некоторая часть мятежных формирований относится к Фронту ан-Нусра (признана в России террористической организацией; переименована некоторое время назад в Джебхат фатх аш-Шам), а другая группа повстанцев состоит из боевиков союза исламских салафитских бригад Ахрар аш-Шам.

## 22 сентября
Операция началась ранним утром 22 сентября 2016 года. Российские ВКС и сирийские правительственные войска совместными усилиями осуществили подготовительные авиаудары по позициям террористических бригад в преддверии предстоящего массированного наступления. Около 40 авиаударов было предпринято по пяти пригородам Алеппо на протяжении всего дня. Параллельно началась мобилизация передовых боевых групп. К вечеру 22 сентября должно было начаться крупномасштабное наступление на ряд восточных пригородов Алеппо, о чём и было сообщено пресс-службой военного командования сирийского правительственного контингента.

## 23 сентября
Удары продолжились на следующий день 23 сентября. Ряд наблюдателей описали удары с воздуха как самые жестокие, которые когда-либо переживал город; многие общественные здания были разрушены, в том числе и станция по подаче воды. Отдельные окрестности в восточной части Алеппо были сожжены. С начала наступления российские ВКС произвели 50 боевых налётов по городу и 30 — по окрестностям. Также примерно два десятка авиаударов нанесли и сирийские воздушные силы.
В течение дня передовые подразделения 1-й сирийской армии смогли продвинуться при наступлении на южные пригороды Алеппо; также военные смогли захватить важный участок дорожного полотна на трассе Рамуса — Аль-Амирия вместе с узлом, а также сгруппировались вокруг мечети Аль-Бадави.
Параллельно с крупным наступлением Сирийской арабской армии в восточном Алеппо заместитель главы МИД России Сергей Рябков заявил, что военное командование Российской Федерации не исключает возможности нанесения воздушных ударов против вооружённых группировок, которые находятся в союзе с «Джебхат Фатх аш-Шам» или ИГИЛ.

### Бои за Хандарат
В это время правительство призвало жителей покинуть охваченные ожесточёнными боевыми действиями районы по специальным коридорам безопасности и воспользоваться предоставленным им убежищем. В соответствии с заявлением пресс-службы правительства Сирии, «будет предоставлено убежище любым жителям, покидающим районы по установленным коридорам безопасности».

Позже в тот же день отряды проправительственного палестинского ополчения смогли установить контроль над частью военного лагеря в Хандарате в северо-восточном Алеппо (в направлении Цитадели Алеппо), а также над районом Шахер. Прежде лагерь Хандарат являлся лагерем для палестинских беженцев, большая часть которых сохранила верность сирийскому правительству. Сирийская арабская армия также взяла госпиталь Кинди и полностью вытеснила боевиков-мятежников из промышленного района, расположенного к северу от Шейх-Максуда, где ещё несколько дней назад боевые бригады «фронтовиков» предпринимали острые атаки в направлении трассы Кастелло. Мощное наступление сирийского сухопутного контингента при поддержке артиллерийских расчётов мешало боевикам осуществлять маневрирование резервами внутри котла, и правительственная армия, добиваясь успеха, использовала ощутимое превосходство в силах и качестве наступательного вооружения.
К концу дня 23 сентября сирийская правительственная авиация нанесла более 150 ударов по 30 пригородам Алеппо, что способствовало уверенному продвижению наземных армейских подразделений САР. Также по позициям боевиков, удерживавших восточные пригороды Алеппо, были осуществлены артобстрелы.

## 24 сентября
Утром 24 сентября сирийская армия начала приготовления с целью отвоевать у террористических бригад стратегически значимый район Шейх Саид. Наступление началось в первой половине дня, и в течение нескольких часов правительственные войска установили контроль над несколькими жилыми кварталами района. Таким образом, САА продолжила штурм «зелёных кварталов», успешно начатый накануне на ряде направлений. Силы ополчения, верные САР, продолжили зачистку окрестностей освобождённого в предыдущий день лагеря Хандарат. Им удалось взять под свой контроль восточный коридор, который соединял Хандарат с другими районами Алеппо, что привело к тому, что половина Хандарата была полностью очищена от террористов. Во второй половине дня в руках у палестинского вооружённого ополчения был уже весь Хандарат, спешно покинутый боевиками. Вдобавок ко всему правительственные силы смогли существенно продвинуться в центральной части города, освободив ряд исторических зданий в Цитадели Алеппо. Также по Алеппо была произведена новая серия воздушных ударов, а представители военного ведомства пояснили, что удары были нанесены исключительно по массивам повстанческих укреплений, в том числе туннелям, бункерам и командным центрам.

### Борьба за Шакаиф
При освобождении Хандарата сирийские правительственные войска сконцентрировали усилия на установлении контроля над промышленным районом Шакаиф, расположенным рядом с госпиталем Канди. Вечером того же дня сирийской армии удалось отбить контратаку повстанцев, предпринятую с целью отвоевания Хандарата. По некоторым сообщениям, силы ополчения вынуждены были покинуть часть Хандарата, но сохранили контроль над близлежащим районом Шахер, а также над промышленными комплексами Хандарата к востоку от лагеря беженцев.
По сообщению министерства обороны России террористы в Алеппо 24 сентября обстреляли из артиллерии и миномётов населённый пункт Шурфа и северные крестьянские хозяйства в населённом пункте Шейх-Али-Кобтани, а также кварталы Рамуса, Хай-эль-Ансари, Карм-эль-Джебель. Также атакам террористических организаций подверглись цементный завод, артиллерийское училище и крепость Каръят-Халаб.

## 25 сентября
25 сентября отряды палестинского ополчения завершили зачистку района Шахер, после чего предприняли новое наступление с целью освобождения района Хандарат. В результате продолжительной серии воздушных ударов лагерь получил серьёзные повреждения. В ходе бомбардировок были сожжены многие транспортные средства террористических групп. Борьба продолжалась также в южном районе Шейх-Саид, где армия САР контролировала 25-30 процентов территории.

## 27 — 30 сентября
27 сентября сирийская правительственная армия несколько продвинулась в центральной части Алеппо, сумев освободить от повстанческих подразделений район Фанфара, расположенный на территории Старого Алеппо. Одновременно два крупных медицинских учреждения, расположенные в частях города, контролируемых террористами, были повреждены в результате авиаударов. 28 сентября проправительственное ополчение немного продвинулось в боях за район Аль-Сувейка, относящийся к Старому Алеппо, в то время как в Хандарате продолжались ожесточённые сражения за стратегически значимые участки района.
29 сентября правительственные войска совместно с бригадами ополчения прорвали последнюю линию обороны террористов, удерживаемую в районе Хандарат и восстановили полный контроль над районом. С целью упрочить контроль над Хандаратом правительственные силы продолжили активное наступление в районе Шакаиф, а также в окрестностях госпиталя Канди. На следующее утро после ожесточённых столкновений силы САР отвоевали госпиталь Канди и таким образом укрепили свои позиции в Хандарате, сумев продвинутся на несколько километров в район Джандул. Вскоре правительственные военные предприняли операцию против повстанцев в районе Сулейман Аль-Халяби и серьёзно продвинулись, отвоевав большую часть его восточного сектора. Во время сражения за Сулейман аль-Халяби была разрушена станция по подаче воды. Армия предпринимала отчаянные попытки выйти к контролируемой мятежниками станции по подаче воды, поскольку она являлась единственным источником питьевой воды для правительственных войск, дислоцированных в Алеппо.

## 1 октября
1 октября боевики-мятежники снова установили контроль над госпиталем Кинди, что спровоцировало продолжение борьбы за обладание этим значимым форпостом. В то же время сирийская армия успешно продвигалась в северо-западной части района Бустан Аль-Баша. В ходе результативного наступления сирийские правительственные войска вернули под свой контроль несколько жилых блоков этого района. Параллельно сирийские ВВС атаковали позиции боевиков в районе Аль-Халяк. Успех сопутствовал силам САР при проведении серии точечных ударов по штабам и колоннам боевиков в Маъарат Аль-Артик, Кафр Хамра, Анадане. В ходе этой операции были ликвидированы десятки единиц бронированной техники и машин, оснащённых пулемётами.
В тот же день прозвучало сообщение о том, что террористы намерены использовать химическое оружие против сирийской армии и жилых районов, расположенных в восточной части Алеппо. Вечером 1 октября были озвучены сведения о возросшем количестве жертв (8 погибших и 35 раненых) в результате запуска боевиками-террористами реактивных снарядов по жилым блокам районов Сулейман Аль-Халяби и Аль-Майдан. Параллельно боевики предприняли обстрел района Аш-Шубха Аль-Джадида, что также привело к жертвам среди гражданского населения.
На другом участке фронта Алеппо 1 октября также ВВС обстреляли позиции боевиков «Джейш аль-Фатх» в районах Бустан Аль-Баша, Аш-Шакыф и Хан Туман.

## 2 октября
2 октября ознаменовался успехом для правительственных войск. В ходе упорного продвижения армия САР успешно отвоевала промышленную зону Шакаиф, установили контроль над кольцевой автодорогой в Джандуле и снова взяли госпиталь Канди, изгнав оттуда террористов. Параллельно с завоеваниями правительственных сил в промзоне Шакаифа курдские отряды народной самообороны смогли провести успешное наступление в Джандуле, в результате чего боевики оказались лишены возможности получать вооружение, боеприпасы и продовольствие из северных мухафаз, захваченных ранее вооружёнными группировками. Позже правительственные войска, пройдя через район Бустан Аль-Баша, подвергли штурму пригороды Аль-Хелука. Однако новое наступление на станцию подачи воды в Сулейман Аль-Халяби было отбито боевиками. В тот же день крупнейшая больница М10, расположенная в районе, контролируемой боевиками, снова подверглась обстрелу. Во второй половине дня правительство официально обратилась к боевикам с призывом сложить оружие взамен на возможность беспрепятственно покинуть Алеппо по заранее установленным коридорам с гарантией безопасности в дальнейшем.

## 3 октября
3 октября армия Сирии продолжила наступление в Алеппо. Наступление правительственных войск на позиции боевиков «Джебхат ан-Нусра», которые удерживают отдельные северо-восточные районы Алеппо, террористы понесли серьёзные потери. В частности, в районе Бустан Аль-Баша в ходе наступления был ликвидирован главный подрывник Мухамед Аль Фатах, который отвечал за снаряжение взрывчаткой «джихад-мобилей». При боестолкновениях в районе Хандарат было убито десять боевиков, а среди раненых числился влиятельный полевой командир Мустафа Халяси. В районе Шейх Фарес в результате меткого попадания был уничтожен пункт командного управления вместе с находившимся в нём полевым командиром Мухаммадом Абу Хоном.
В этот день сирийская арабская армия перешла в активное наступление в районе Оваия, объявив о том, что ей удалось отвоевать и взять под свой контроль примерно четвёртую часть всего района. Армия также установила полный контроль над кольцевой автодорогой в Джандуле. В то же время прозвучали сообщения о том, что больница М10 оказалась полностью разрушенной.

### Международная реакция на разрушение больницы М10
Глава внешнеполитического ведомства Великобритании Борис Джонсон заявил, что удары военной авиации по больницам в Сирии являются «военными преступлениями, которые делают продолжение мирных переговоров по урегулированию в Сирии невозможным». В свою очередь, Сергей Лавров отметил, что обвинения о том, что Россия наносит удары по гражданским объектам в Сирии, не находят фактических подтверждений, к тому же Россия предпринимает все необходимые меры для того, чтобы гражданское население САР не пострадало в ходе боевых действий.
Официальная пресс-служба сирийского военного командования и отдельные сирийские военные также неоднократно заявляли, что ВВС Сирии не предпринимали атаки на гражданские цели или связанной с гражданскими лицами инфраструктуры. По словам военного ведомства, армия САР подвергает ударам исключительно военные цели, а также скопления террористов, предварительно проведя разведку и тщательное наблюдение.

## 4 октября
4 октября боевики в распространённом ими сообщении заявили, что штурм подразделений правительственных войск южных кварталов района Шейх Саид был отбит, а по данным минобороны Сирии правительственная армия достигла переправы в северо-западной части района. В то же время военные САР продвинулись в центральной части города, заняв ряд стратегически значимых зданий. В этот день армии Сирии также сопутствовал успех во взятии промышленных строений в северной части района Овайджа. 4 октября 2016 года впервые за всю историю четырёхлетнего военного противостояния в Сирии правительственные танки пересекли линию фронта в Алеппо.
Также за этот день отряды боевиков в центральной части Алеппо были оттеснены к кварталам Аюн-Таль и Хайдария, а к северу от цитадели Алеппо прошли ожесточённые бои.
В этот день также прозвучала информация о том, что в Сирии ожидается увеличение авиационной группировки ВКС РФ, а также было объявлено о походе к берегам Сирии ТАКР «Адмирал Кузнецов». По мнению экспертов, эти действия направлены на расширение инструментария российского контингента как в вопросе непосредственной поддержки сирийских войск, так и в рамках авиаударов, направленных на дезорганизацию военной инфраструктуры боевиков-террористов.

## 5 октября
5 октября военные подразделения САА атаковали позиции террористов на участках городской Цитадели и района Сулейман Аль-Халяби, захватив ряд стратегически важных зданий. Тем не менее, попытка продвижения сирийской армии к северу не принесла желаемого результата, поскольку в окрестностях Сулеймана Аль-Халяби держат оборону боевики из военизированной организации «Харакат Нуреддин аз-Зинки».
В южной части Алеппо подразделения САА совместно с ливанским движением «Хезболлах» вели ожесточённые бои против радикальной группировки «Джейш аль-Фатх» и совместными усилиями продвигались вглубь одного из самых значимых районов Алеппо, Шейх Саида.
В тот же день сирийская армия продолжила наступление в сторону северных кварталов района Овайджа и южного района Аль-Амирия.

## 6 октября
6 октября правительственные силы заявили о том, что им удалось взять под свой контроль 50-60 % района Бустан аль-Баша. САА удалось добиться стратегического перевеса в Оваия, взяв под контроль примерно 40 % его кварталов. Благодаря отвоеванию большой части Бустан Аль-Баша сирийская армия смогла существенно приблизиться к окрестностям станции подачи воды в Сулейман Аль Халяби с двух сторон. К сумеркам 6 октября правительственные войска смогли обеспечить контроль над всей территорией района Сулейман Аль Халяби.
В этот день боевики 33 раза нарушили режим прекращения огня в Алеппо, обстреляв Марнааз, Мухейм-Хандрат, Эль-Хадер, Ансар, фермы в Шейх-али-Кобтани, а также кварталы «1070», Рамуси, Эль-Халидия, Лерамон, Аль-Майдам, крепость Карьят-Халаб. Стало известно, что боевики нанесли мощные удары по торговому центру «Кастелло», двум КПП на трассе Кастелло, цементному заводу, артиллерийскому училищу, позициям ССА в Алеппо, Кафер-Сегир и Муслимии.

## 7 октября
7 октября сирийские войска продолжили штурмовать Шейх Саид, взяв в ходе успешного наступления высоту — холм Тал Шейх Саид и закрепившись на нём. В то же время боевики предприняли попытку отвоевать ту часть района, которую они потеряли в предыдущие дни. Боевики всё же сумели захватить ряд кварталов Шейх Саида и окрестности станции подачи воды в Сулейман Аль Халяби. Впрочем, правительственные войска установили контроль над всей территорией района Овайджа и над всем участком кольцевой автодороги в административной черте Джандула.

## 8 октября
Утром 8 октября сирийская армия заявила о том, что ей удалось освободить большую часть района Бустан аль-Баша. В северной части города САА совместно с бригадами «Лива-аль-Кудс» смогли полностью отвоевать квартал Авиджа, а также ключевую высоту к югу от района. Между тем вокруг развязки Джандул завязались упорные бои. Полного контроля сирийской армии там достичь не удалось, хотя передовые части повесили сирийский государственный флаг. Также ожесточённые боестолкновения проходили в разрушенной застройке Манашир-аль Брейдж на северо-западе Алеппо. Боевики вынуждены отступать в районы Аюн-Тал и Хайдария.

## 9-10 октября
9 октября минобороны САР констатировало, что сирийские правительственные подразделения смогли выбить повстанцев «Фатх-Халеб» из ряда восточных районов Алеппо. Также было отмечено, что САА установила полный контроль над районом Аль-Овайджа, а также отвоевала некоторые близлежащие территории. В ходе сражений 9 октября бойцы Сирийской арабской армии заставили отступить боевиков из этих районов. Кроме того, солдаты сирийской армии выбили боевиков из района кольцевой развязки Джандул. Террористические бригады отступили на юг.
Параллельно со сражениями за развязку Джандул Сирийская арабская армия провела артиллерийский обстрел позиций радикальных повстанцев в районе Аль-Хулук.
Рано утром 10 октября сирийские правительственные войска завоевали стратегически значимую высоту — холм Тал Сифан в окрестностях Овайджа.

## 11 октября
Рано утром 11 октября появилась информация о том, что сирийская армия совместно с бойцами ополчения уничтожила командный пункт вблизи Алеппо, усложнив боевикам задачу локальной координации военных действий. Террористы и их полевые командиры укрывались в небольшом населённом пункте Халса в 19 километрах от Алеппо — это укрытие удалось обнаружить с помощью анализа данных, поступивших от разведывательных служб. Две ракеты были выпущены по командному пункту в Халсе в тот момент, когда там собрались боевики и предводители террористических отрядов. Известно, что через деревню Халсу террористы получают оружие и подкрепление для участия в боевых действиях против правительственных войск в Алеппо, а соседняя деревня аль-Иис проходит как раз по линии фронта вблизи главной автомагистрали Дамаск-Алеппо, которая пока находится под контролем вооружённых группировок радикальной оппозиции.
В тот же день сирийская армия совместно с бригадами ополчения «Лива-аль-Кудс» продолжила крупномасштабное наступление в восточных районах города. 102-я бригада Республиканской гвардии установила контроль над холмом Таль Сафир и окрестностях рядом с районом Аль-Кувейджа. Параллельно правительственные силы преодолевают ожесточённое сопротивление боевиков и постепенно продвигаются вглубь Шейх Саида.

## 12 октября
Сирийская армия продолжила вести успешные бои с боевыми бригадами террористической организации «Джебхат Фатх аш-Шам» и другими группировками, чьи силы сосредоточены в северных и центральных районах Алеппо. По некоторым данным, боевики экстремистских военизированных группировок часто предпочитают сдаваться в плен САА. Ряд источников сообщает о начале мирных переговоров между представителями сирийских правительственных сил и полевыми командирами террористических организаций. В ходе переговоров оговариваются условия вывода террористов из Алеппо через район Бустан Аль-Каср. Ранее правительственные ведомства неоднократно обещали боевикам-экстремистам возможность покинуть Алеппо через специально установленные коридоры.
Подразделения САА продолжили планомерное наступление на позиции боевиков в районе Шейх Саид, где военнослужащим сирийской армии удалось отвоевать несколько стратегически важных позиций. Между тем, поступили сообщения о том, что боевики из военизированной организации «Фастаким Кама Умирт», входящей в состав повстанческой «Свободной сирийской армии», смогли отбить наступление правительственных формирований, однако атака САА продолжалась до позднего вечера 12 октября.
В то же время во время ожесточённых столкновения в северных районах Алеппо сирийским правительственным войскам удалось уничтожить пункт управления группировки и около 50 боевиков «Джебхат Фатх аш-Шам».

## Международная реакция
Официальный представитель госдепартамента США Джон Кёрби отметил, что Россия вместе с сирийскими правительственными войсками хочет силой захватить Алеппо. «То, что мы видим в последние дни, есть не что иное, как попытка силой захватить Алеппо», — сказал Кирби на брифинге для журналистов. Он также заявил, что «город находится в осаде».
Министр иностранных дел России Сергей Лавров в интервью CNN отметил, что у России нет планов захвата Алеппо. Комментируя помощь ВКС РФ сирийским наземным войскам в борьбе с террористическими формированиями в Алеппо, Лавров высказался следующим образом: 
Если говорить об Алеппо, то мы оказывали серьёзную поддержку инициативе специального посланника генсекретаря ООН по Сирии Стаффана де Мистуры. Он предложил дать возможность «Джебхат ан-Нусре» [организация признана в России запрещённой] покинуть Восточный Алеппо с оружием и, как он сказал, с достоинством, даже несмотря на все резолюции СБ ООН и запреты на заключение сделок с террористами.

## 13-14 октября
Подразделения сирийской правительственной армии нанесли несколько ракетных ударов по опорным пунктам террористических группировок на окраине района Аль-Фирдос, что существенно ослабило позиции боевиков в этом секторе Алеппо. Уже вечером 13 октября подразделениям Сирийской Арабской Армии совместно с отрядами палестинского ополчения «Лива Аль-Кудс» при активной поддержке ВКС РФ и ВВС Сирийской Арабской Республики удалось освободить от боевиков большую часть района Шейх Саид. В западной части Алеппо сирийским правительственным войскам также сопутствовал успех. Армия САА смогла занять и начать зачистку районов Талат Бурейдже, Маджбал Аль-Затин, Таль Кювейджа и Таль Аль-Асфар недалеко от района Ханано, который является одним из ключевых опорных пунктов террористических бригад в этом секторе Алеппо. Во время сражения некоторые боевики сдавались в плен.
14 октября в результате авиаударов, нанесённых ВКС Российской Федерации, в районах Акюль и Баб аль-Хадид была ликвидирована группа террористов и несколько используемых ими транспортных средств.
В этот день инженерные подразделения сирийских правительственных войск в результате операции по зачистке обнаружили в исторической части Алеппо тайный подземный тоннель к востоку от Цитадели, который был вырыт террористами. Военнослужащие САА взрывом оперативно уничтожили тоннель, в результате чего были ликвидированы свыше 15 боевиков, которые в это время находились под землёй.

## 15 октября
Подразделения Сирийской Арабской Армии при участии союзных войск смогли вернуть утраченный ранее контроль над районом Аль-Ард аль-Хамра, который располагается к северу от Алеппо. В ходе массированного продвижения контингента САА были ликвидированы десятки террористов, ряд боевиков получил ранения, а некоторые сдались в плен. Также сирийские войска совместно с отрядами ополчения «Лива Аль-Кудс» ведут активное наступление на центральные, преимущественно исторические районы города. Ко второй половине дня 15 октября силам САА удалось занять около 40 % района Бустан Аль-Баша (за который происходили ожесточённые бои). Одним из значимых результатов наступления стало то, что САА и Лива Аль-Кудс удалось выбить боевиков из лесопилки и каменоломен к востоку от района Аль-Кювейджа.

## 19 октября
Согласно заявлению Министерства иностранных дел Сирии, сирийская правительственная армия отошла на необходимое расстояние от Алеппо с целью предоставить боевикам террористических организаций коридор для выхода из города. Это было сделано в свете договорённостей, достигнутых по итогам встреч 16-17 сентября в Лозанне между главами внешнеполитических ведомств России, США, Катара, Турции, Саудовской Аравии, Ирана при участии спецпосланника ООН по Сирии Стаффана де Мистуры. В четверг 20 октября с 8:00 Министерство обороны России намерено ввести «гуманитарную паузу» для свободного перемещения мирного населения, проведения эвакуации больных и раненых и вывода боевиков-джихадистов из восточных районов Алеппо.

## 20 октября
Гуманитарная пауза объявлена с 8 до 19 часов 20 октября 2016 года. Организовано шесть коридоров для мирных жителей и два для выхода боевиков. Минобороны России организована онлайн-трансляция выхода из Алеппо боевиков по гуманитарным коридорам. Трансляция ведётся с камер видеонаблюдения и беспилотных летательных аппаратов.

## Боевые действия после окончания перемирия
Серьёзные боестолкновения между частями САА и террористическими бригадами произошли после окончания срока трёхдневного перемирия. Сотрудники Британской Сирийской обсерватории по правам человека сообщили о том, что новые удары (в том числе авиаудары) были зафиксированы вечером в субботу. По данным телеканала «Аль Маядин», боевые действия между сирийской правительственной армией и радикальными боевиками продолжались на южном, западном и северном фронтах Алеппо. В частности, журналисты телеканала сообщали, что сирийские артиллерийские соединения вели огонь по позициям бандформирований в районе высоты Телль Баззу, в конгломерате Эль-Брейджа и в микрорайоне «Рашиддин 5».
22 октября последовало наступление террористов, которое было отбито, после чего сирийская армия и бойцы ливанского движения «Хезболла» пошли в ответную атаку и смогли закрепиться на высоте, где расположена боевая часть ПВО САР и соседняя вышка мобильной связи «Сириятел». После взятия этих стратегических высот подразделения сирийских правительственных войск и отряды ополчения 23 октября перешли в активное наступление в южных пригородах Алеппо. Боевики террористических группировок, которые преимущественно относятся к запрещённой в России «Джебхат Фатх аш-Шам», оказывали ожесточённое сопротивление в районе Шейх Люфти (юго-восток Алеппо), обстреливая формирования САА и ополченцев интенсивным миномётным огнём. Три танка экстремистских группировок были уничтожены правительственной армией в первые часы наступления.
Противоречивые сведения поступили относительно процедуры вывоза раненых и больных из восточной части осаждённого Алеппо в соответствии с решением, принятым по итогам многоплановой встречи по сирийскому мирному урегулированию в Лозанне. Несмотря на то, что советник спецпредставителя ООН по Сирии Ян Эгеланн в Женеве официально сообщил, что по итогам встречи запланирована эвакуация «тяжелораненых или больных людей», по словам уполномоченного Управления ООН по координации гуманитарных вопросов Йена Ларса, эвакуация пострадавших из Алеппо так и не началась, поскольку не были предоставлены гарантии их безопасности.